# Chaikamon Sermsongwittaya
Chaikamon Sermsongwittaya (ชัยกมล เสริมส่งวิทยะ; nascido em 6 de julho de 1999), conhecido pelo apelido de Boss (บอส) é um ator e cantor tailandês. Ele é mais conhecido por seus papéis em Love in the Air (2022) e The Boy Next World (2025).

## Início da vida e educação
Boss nasceu na Tailândia em 6 de julho de 1999. Ele estudou na Faculdade de Artes da Comunicação da Universidade de Banguecoque.

## Carreira
Em 2022, Boss foi contratado como artista pela Me Mind Y. Nesse mesmo ano, ele fez sua estreia como ator na televisão como Payu na série Love in the Air ao lado de Nuttarat Tangwai (Noeul). Em 2023, ele reprisou seu papel como Payu em Wedding Plan.
Em 2025, Boss estrelou como Cirrus/Cir em The Boy Next World.

## Imagem pessoal
Boss tem a sua própria marca de pimenta em pó "Namprik Maruay".

## Filmografia

### Televisão
| Ano  | Título             | Personagem | Notas           | Canal            |
| ---- | ------------------ | ---------- | --------------- | ---------------- |
| 2022 | Love in the Air    | Payu       | Papel principal | GMM 25, iQIYI    |
| 2023 | Wedding Plan       | Payu       | Papel convidado | GMM 25, iQIYI    |
| 2024 | Love Sea           | Boss       | Papel convidado | GMM 25, iQIYI    |
| 2025 | The Boy Next World | Cirrus/Cir | Papel principal | Amarin TV, iQIYI |
| 2025 | Zomvivor           | Phu        | Papel principal |                  |